# Pararaphidoglossa minidenticulata
Pararaphidoglossa minidenticulata är en stekelart som beskrevs av Giordani Soika 1978. Pararaphidoglossa minidenticulata ingår i släktet Pararaphidoglossa och familjen Eumenidae. Inga underarter finns listade i Catalogue of Life.